# Monteils (Aveyron)
Monteils é uma comuna francesa na região administrativa de Occitânia, no departamento de Aveyron. Estende-se por uma área de 17,19 km². Em 2010 a comuna tinha 613 habitantes (densidade: 35,7 hab./km²).